# Spectrobasis maligna
Spectrobasis maligna là một loài bướm đêm trong họ Geometridae.